# TTL 7448

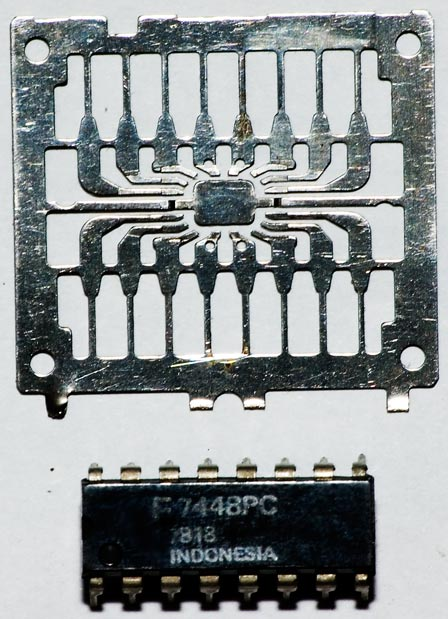
Circuito integrado F7448PC da Fairchild Semiconductor

O circuito integrado TTL 7448 é um dispositivo TTL encapsulado em um invólucro DIP de 16 pinos que contém um decodificador BCD para display de sete segmentos.